# نگهبان شب (فیلم ۲۰۰۴)
نگهبان شب (روسی: Ночной Дозор) یک فیلم اکشن روسی در سبک خیال‌پردازی شهری و دلهره‌آور به کارگردانی تیمور بکمامبتوف که در سال ۲۰۰۴ منتشر شد. این فیلم بر اساس رمان «نگهبان شب» نوشته سرگئی لوکیاننکو در سال ۱۹۹۸ ساخته شده است.
این فیلم روسی به هفتاد و هفتمین دوره جوایز اسکار برای جایزه اسکار بهترین فیلم خارجی بود، اما به عنوان نامزد پذیرفته نشد. این فیلم در سینماهای ایالات متحده اکران محدودی دریافت کرد و در آنجا 1.5 میلیون دلار فروخت. در بازار ویدیوی خانگی آمریکا بیش از حد عمل کرد و بیش از 9.5 میلیون دلار فروش ویدیوی خانگی و ۱۲ میلیون دلار در اجاره ویدیوی خانگی به دست آورد. نقدهای متفاوتی از منتقدان دریافت کرد. دنباله ای به نام نگهبان روز در سال ۲۰۰۶ منتشر شد. 

## بازیگران
- کنستانتین خابنسکی
- ولادیمیر منشوف
- الکسی چادوف
- ژانا فریسک
- ویکتور ورژبیتسکی
- گوشا کوتسنکو
- نیکولای اولیالین
- آنا سمینوویچ